# Chupaca (provincie)
Chupaca is een provincie in de regio Junín in Peru. De provincie heeft een oppervlakte van  1.153 km² en telt 53.080 inwoners (2015). De hoofdplaats van de provincie is het district Chupaca.

## Bestuurlijke indeling
De provincie Chupaca is verdeeld in negen districten, UBIGEO tussen haakjes:
- (120902) Ahuac
- (120903) Chongos Bajo
- (120901) Chupaca, hoofdplaats van de provincie
- (120904) Huachac
- (120905) Huamancaca Chico
- (120906) San Juan de Iscos
- (120907) San Juan de Jarpa
- (120908) Tres de Diciembre
- (120909) Yanacancha

Chanchamayo · Chupaca · Concepción · Huancayo · Jauja · Junín · Satipo · Tarma · Yauli